# Ryan Malone
Ryan Gregory Malone (* 1. prosince 1979 Pittsburgh, Pensylvánie) je bývalý americký hokejový útočník.

## Hráčská kariéra
Ryan Malone, měřící přes 190 centimetrů, začínal juniorskou část kariéry v týmu St. Cloud State University, ve které rovněž studoval. Univerzita hrála soutěž NCAA, přesněji v konferenci Western Collegiate Hockey Association. Ještě před univerzitou St. Cloud State hrával jeden rok v Omaha Lancers. V roce 1999 byl draftován do NHL ve 4. kole ze 115. místa týmem Pittsburgh Penguins. Největší úspěch s univerzitou byl ročník 2000/2001, vyhráli konferenci WCHA.
Ke konci sezóny 2002/03 byl poprvé povolán do týmu Wilkes-Barre/Scranton Penguins, farma týmu Pittsburgh Penguins v AHL. V následující sezoně se mu podařilo proniknout do hlavní sestavy Pittsburghu, vedle Dicka Tarnstroma a Alexeje Morozova se okamžitě stal třetím nejlepším střelcem Penguins. Kvůli stávce v NHL 2004/05 strávil ročník ve třech týmech v různých soutěžích, Espoo Blues finská SM-liiga, Ritten-Renon italská Serie A a HC Ambri-Piotta švýcarská National League A. Po ukončení výluky se vrátil do Pittsburgh Penguins. V ročníku 2007/2008 se s týmem probojovali až do finále playoff, ve kterém nestačili týmu Detroit Red Wings. Po skončení sezony se nemohl dohodnout na nové smlouvě s Penguins, po vypršení smlouvy se stal volným hráčem. Na nové smlouvě se dohodl s týmem Tampa Bay Lightning, který mu nabídl 31,5 milionu amerických dolarů za sedmiletý kontrakt. V Tampě odehrál nejvíc sezon v kariéře NHL.
Po šesti letech v Lightning nebyla jeho smlouva prodloužena a podruhé v kariéře se stal volným hráčem. 11. září 2014 se dohodl na jednoleté smlouvě s týmem New York Rangers. Za Rangers odehrál pouze šest zápasů, většinu sezony strávil na jejich farmě v Hartford Wolf Pack. V únoru 2015 byl umístěn na waiver list. Další zápasy v kariéře již nepřidal, v NHL odehrál 647 zápasů, ve kterých nasbíral 370 kanadských bodů.
Po téměř dvou a půl letech bez hokeje oznámil návrat k hokeji, 5. října 2017 se dohodl s klubem Iowa Wild na zkušebním kontraktu. Důvodem k návratu do hokeje bylo, že mu chyběl hokej a motivací je pro něho zahrát si za americký národní tým na olympijských hrách v Pchjongčchangu. Do hlavního týmu Minnesota Wild nemá moc zájem se prosadit z důvodu, že hráči z NHL nemohou reprezentovat svou vlast na olympijských hrách.  Po rozehrání v AHL odcestoval s americkou reprezentací do Evropy, kde sehráli turnaj o Deutschland Cup. V turnaji odehrál dva zápasy, ve kterých nebodoval, pouze dostal dvě trestné minuty a tři záporné body. Po odehraném turnaji se vrátil zpět do zámoří a připojil se zpátky k týmu Iowa Wild, ve kterém přidal čtyři zápasy. V posledním utkání AHL proti Cleveland Monsters přihrál na gól. K reprezentačnímu výběhu se dále nepřipojil a nebyl ani nominován k olympijským hrám. 

## Zajímavosti
V dubnu 2014 byl na Floridě zadržen policii za jízdu pod vlivem narkotik a obviněn z držení kokainu. Při podrobení dechové zkoušce nadýchal 1,12 a 1,16 promile. Při prohledávání oblečení našli 1,3 gramu kokainu. Kauce na jeho propuštění byla stanovena na 2500 dolarů (téměř 50 tisíc korun). Po zaplacení kauce byl propuštěn. 

## Ocenění a úspěchy
- 2004 NHL - All-Rookie Team

## Prvenství
- Debut v NHL - 10. října 2003 (Pittsburgh Penguins proti Los Angeles Kings)
- První asistence v NHL 11. října 2003 (Philadelphia Flyers proti Pittsburgh Penguins)
- První gól v NHL 29. října 2003 (Pittsburgh Penguins proti New York Islanders, americkému brankáři Garthu Snowovi)
- První hattrick v NHL - 15. prosince 2006 (Pittsburgh Penguins proti New York Islanders)

## Klubové statistiky
| Sezóna       | Klub                           | Soutěž                  |                         | Základní část           | Základní část           | Základní část           | Základní část           | Základní část           |                         | Play off                | Play off                | Play off                | Play off                | Play off                |
| Sezóna       | Klub                           | Soutěž                  | Z                       | G                       | A                       | B                       | TM                      | Z                       | G                       | A                       | B                       | TM                      |                         |                         |
| 1998–99      | Omaha Lancers                  | USHL                    | 51                      | 14                      | 22                      | 36                      | 81                      | 12                      | 2                       | 4                       | 6                       | 23                      |                         |                         |
| 1999–00      | St. Cloud State                | WCHA                    | 38                      | 9                       | 21                      | 30                      | 68                      | —                       | —                       | —                       | —                       | —                       |                         |                         |
| 2000–01      | St. Cloud State                | WCHA                    | 36                      | 7                       | 18                      | 25                      | 52                      | —                       | —                       | —                       | —                       | —                       |                         |                         |
| 2001–02      | St. Cloud State                | WCHA                    | 41                      | 24                      | 25                      | 49                      | 76                      | —                       | —                       | —                       | —                       | —                       |                         |                         |
| 2002–03      | St. Cloud State                | WCHA                    | 27                      | 16                      | 20                      | 36                      | 85                      | —                       | —                       | —                       | —                       | —                       |                         |                         |
| 2002–03      | Wilkes-Barre/Scranton Penguins | AHL                     | 3                       | 0                       | 1                       | 1                       | 2                       | —                       | —                       | —                       | —                       | —                       |                         |                         |
| 2003–04      | Pittsburgh Penguins            | NHL                     | 81                      | 22                      | 21                      | 43                      | 64                      | —                       | —                       | —                       | —                       | —                       |                         |                         |
| 2004–05      | Espoo Blues                    | SM-l                    | 9                       | 2                       | 1                       | 3                       | 36                      | —                       | —                       | —                       | —                       | —                       |                         |                         |
| 2004–05      | Ritten-Renon                   | ITL                     | 10                      | 6                       | 1                       | 7                       | 20                      | 6                       | 4                       | 4                       | 8                       | 36                      |                         |                         |
| 2004–05      | HC Ambri-Piotta                | NLA                     | —                       | —                       | —                       | —                       | —                       | 1                       | 0                       | 0                       | 0                       | 2                       |                         |                         |
| 2005–06      | Pittsburgh Penguins            | NHL                     | 77                      | 22                      | 22                      | 44                      | 63                      | —                       | —                       | —                       | —                       | —                       |                         |                         |
| 2006–07      | Pittsburgh Penguins            | NHL                     | 64                      | 16                      | 15                      | 31                      | 71                      | 5                       | 0                       | 0                       | 0                       | 0                       |                         |                         |
| 2007–08      | Pittsburgh Penguins            | NHL                     | 77                      | 27                      | 24                      | 51                      | 103                     | 20                      | 6                       | 10                      | 16                      | 25                      |                         |                         |
| 2008–09      | Tampa Bay Lightning            | NHL                     | 70                      | 26                      | 19                      | 45                      | 98                      | —                       | —                       | —                       | —                       | —                       |                         |                         |
| 2009–10      | Tampa Bay Lightning            | NHL                     | 69                      | 21                      | 26                      | 47                      | 68                      | —                       | —                       | —                       | —                       | —                       |                         |                         |
| 2010–11      | Tampa Bay Lightning            | NHL                     | 54                      | 14                      | 24                      | 38                      | 51                      | 18                      | 3                       | 3                       | 6                       | 24                      |                         |                         |
| 2011–12      | Tampa Bay Lightning            | NHL                     | 68                      | 20                      | 28                      | 48                      | 82                      | —                       | —                       | —                       | —                       | —                       |                         |                         |
| 2012–13      | Tampa Bay Lightning            | NHL                     | 24                      | 6                       | 2                       | 8                       | 22                      | —                       | —                       | —                       | —                       | —                       |                         |                         |
| 2013–14      | Tampa Bay Lightning            | NHL                     | 57                      | 5                       | 10                      | 15                      | 67                      | —                       | —                       | —                       | —                       | —                       |                         |                         |
| 2014–15      | New York Rangers               | NHL                     | 6                       | 0                       | 0                       | 0                       | 4                       | —                       | —                       | —                       | —                       | —                       |                         |                         |
| 2014–15      | Hartford Wolf Pack             | AHL                     | 24                      | 4                       | 5                       | 9                       | 29                      | —                       | —                       | —                       | —                       | —                       |                         |                         |
| 2015–16      | Nehrál, ukončil kariéru        | Nehrál, ukončil kariéru | Nehrál, ukončil kariéru | Nehrál, ukončil kariéru | Nehrál, ukončil kariéru | Nehrál, ukončil kariéru | Nehrál, ukončil kariéru | Nehrál, ukončil kariéru | Nehrál, ukončil kariéru | Nehrál, ukončil kariéru | Nehrál, ukončil kariéru | Nehrál, ukončil kariéru | Nehrál, ukončil kariéru | Nehrál, ukončil kariéru |
| 2016–17      | Nehrál, ukončil kariéru        | Nehrál, ukončil kariéru | Nehrál, ukončil kariéru | Nehrál, ukončil kariéru | Nehrál, ukončil kariéru | Nehrál, ukončil kariéru | Nehrál, ukončil kariéru | Nehrál, ukončil kariéru | Nehrál, ukončil kariéru | Nehrál, ukončil kariéru | Nehrál, ukončil kariéru | Nehrál, ukončil kariéru | Nehrál, ukončil kariéru | Nehrál, ukončil kariéru |
| 2017–18      | Iowa Wild                      | AHL                     | 12                      | 0                       | 2                       | 2                       | 16                      | —                       | —                       | —                       | —                       | —                       |                         |                         |
| Celkem v NHL | Celkem v NHL                   | Celkem v NHL            | 647                     | 179                     | 191                     | 370                     | 693                     | 43                      | 9                       | 13                      | 22                      | 49                      |                         |                         |

## Reprezentace
| Rok                       | Tým                       | Soutěž                    | Z  | G | A | B  | TM |
| ------------------------- | ------------------------- | ------------------------- | -- | - | - | -- | -- |
| 2004                      | USA                       | MS                        | 9  | 3 | 0 | 3  | 2  |
| 2006                      | USA                       | MS                        | 7  | 2 | 2 | 4  | 12 |
| 2010                      | USA                       | OH                        | 6  | 3 | 2 | 5  | 6  |
| Seniorská kariéra celkově | Seniorská kariéra celkově | Seniorská kariéra celkově | 22 | 8 | 4 | 12 | 20 |